# (5607) 1993 EN
(5607) 1993 EN là một tiểu hành tinh vành đai chính. Nó được phát hiện bởi Seiji Ueda và Hiroshi Kaneda ở Kushiro, Hokkaidō, Nhật Bản, ngày 12 tháng 3 năm 1993.